# John Frieda
 (janvier 2017).
John Frieda, né le 9 juillet 1951 à Londres, est un coiffeur britannique, fondateur d'une franchise de salons de coiffure et d'une ligne de produits capillaires.

## Biographie
Il a été marié à la chanteuse écossaise Lulu et est désormais en couple avec Frances Avery Agnelli, une héritière de la famille Agnelli.